# サム・ベネット (自転車選手)
サム・ベネット（Sam Bennett、1990年10月16日 - ）は、アイルランドの自転車競技選手。

## 経歴
2014年、ネットアップ・エンデューラにてプロキャリアスタート。
2017年、パリ〜ニース第3ステージにて、集団スプリントを制しUCIワールドツアー初勝利。
2018年、ジロ・デ・イタリア第7ステージにてグランツール初勝利を挙げる。
2020年、ドゥクーニンク・クイックステップに移籍。エーススプリンターとして臨んだツール・ド・フランスでは、第5ステージでスプリントポイント1位通過とステージ3位により、ポイント賞トップに立った。第7ステージでペーター・サガンに逆転されるものの、第10ステージでツール初勝利を挙げ、再度ポイント賞トップに返り咲き。その後は譲らず、第21ステージでは大会2勝目を挙げ、2位のサガンに96ポイント差をつけて初のマイヨ・ヴェール獲得を果たした。

## 主な戦績

### 2014年
- バイエルン一周　区間優勝（第5ステージ）

### 2015年
- ツアー・オブ・カタール　区間優勝（第6ステージ）
- バイエルン一周　区間優勝（第1,3ステージ）
- アークティック・レース・オブ・ノルウェー　区間優勝（第2ステージ）

### 2016年
- クリテリウム・アンテルナシオナル　区間優勝（第1ステージ）

### 2017年
- レースメルボルン・アルバートパークGP　優勝

- パリ〜ニース　区間優勝（第3ステージ）
- ツアー・オブ・スロベニア　区間優勝（第1,4ステージ）
- チェコ・サイクリングツアー　区間優勝（第2ステージ）

### 2018年
- レースメルボルン・アルバートパークGP　優勝
- ジロ・デ・イタリア　区間優勝（第7,12,21ステージ）
- ルント・ウム・ケルン　優勝
- ツアー・オブ・ターキー　 ポイント賞（第2,6ステージ優勝）

### 2019年
- ブエルタ・ア・サンフアン　区間優勝（第7ステージ）
- UAEツアー　区間優勝（第7ステージ）
- パリ〜ニース　区間優勝（第3,6ステージ）
- ツアー・オブ・ターキー　区間優勝（第1,2ステージ）
- クリテリウム・デュ・ドフィネ 区間優勝（第3ステージ）
- アイルランド選手権　個人ロードレース 優勝
- ビンクバンク・ツアー　 ポイント賞（第1,2,3ステージ優勝）
- ブエルタ・ア・エスパーニャ　区間優勝（第3,14ステージ）

### 2020年

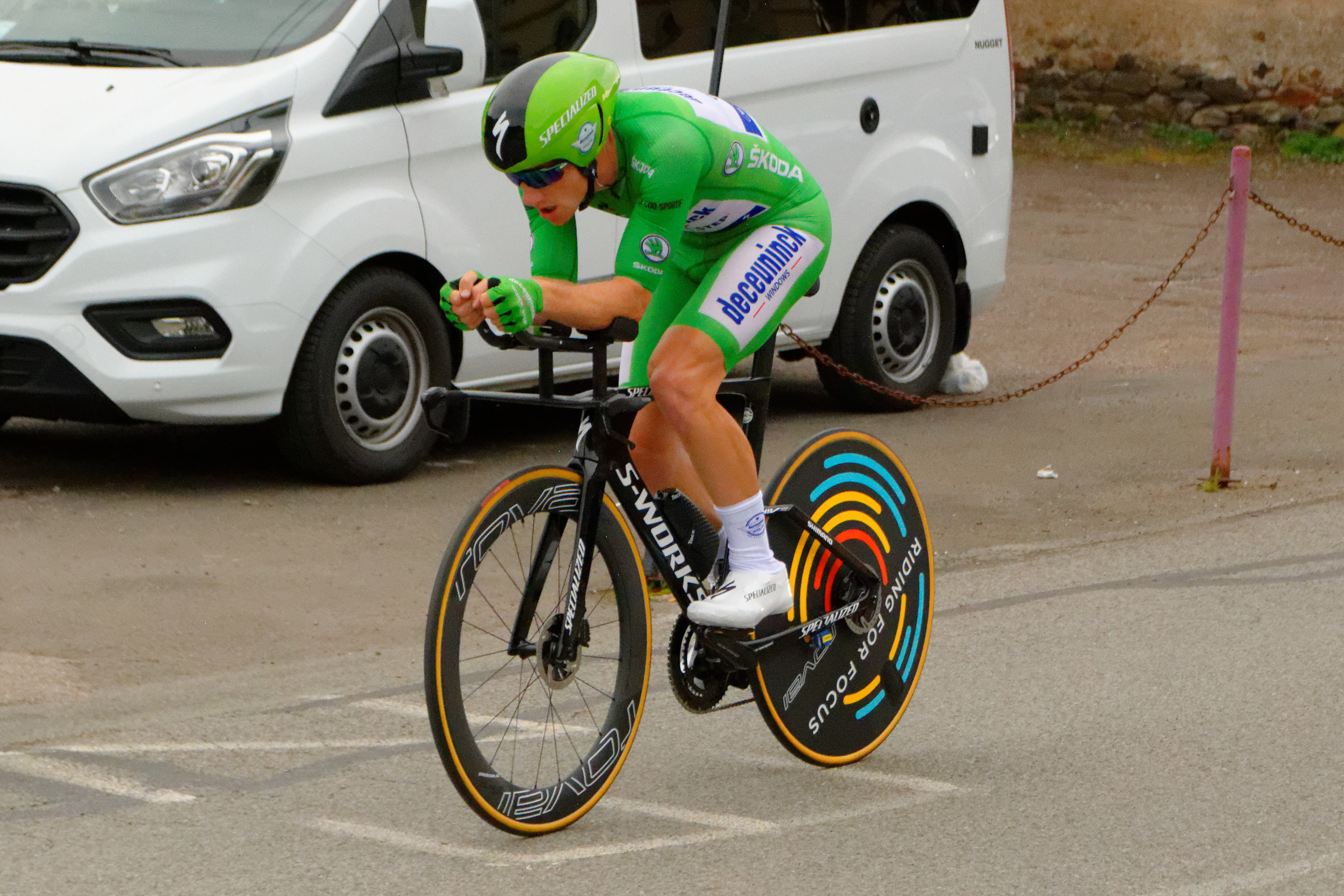
2020年ツール・ド・フランスにて、マイヨ・ヴェールを着用したサム・ベネット

- ツアー・ダウンアンダー　区間優勝（第1ステージ）
- レース・トーキー（英語版）　優勝
- ブエルタ・ア・ブルゴス　区間優勝（第4ステージ）
- ツール・ド・ワロニー　区間優勝（第3ステージ）
- ツール・ド・フランス　 ポイント賞（第10,21ステージ優勝）
- ブエルタ・ア・エスパーニャ 区間優勝（第4ステージ）

### 2021年
- UAEツアー 区間優勝（第4,6ステージ）
- パリ〜ニース　区間優勝（第1,5ステージ）
- オキシクリーン・クラシック・ブルッヘ〜デ・パンネ 優勝
- ヴォルタ・アン・アルガルヴェ  ポイント賞（第1,3ステージ優勝）

### 2022年
- エシュボルン＝フランクフルト 優勝
- ブエルタ・ア・エスパーニャ 区間優勝（第2,3ステージ）

### 2023年
- ブエルタ・ア・サンフアン 区間優勝（第1ステージ）
- シビウ・サイクリングツアー  ポイント賞（第1,4aステージ優勝）

### 2024年
- ダンケルク4日間レース  総合優勝、 ポイント賞（第2,3,5,6ステージ優勝）